# Emilio Amadei
Emilio Amadei, né le 12 mars 1867 à Florence et mort à une date inconnue, est un peintre néo-classique italien de la seconde moitié du XIXe siècle.  

## Biographie
Né à Florence, Emilio Amadei devient l'élève de Giovanni Fattori à l'Académie des beaux-arts de Florence, et se dédie à l'étude de la vie de son maître, avec qui il reste pendant deux ans. Il fait ses débuts en peinture en 1889, à la Société des beaux-arts de Florence, où il présente le corps d'une femme en plein air et un intérieur avec jeune fille. Dans les années qui suivent, il se spécialise dans la peinture de paysages et à la création d'études des personnages en plein air. Il expose en 1892 à la société un matin d'été, et en 1896, un temps laid. Il peint aussi plusieurs sujets sucrés comme la décapitation de Saint Jean-Baptiste, en plus d'une série de portraits qui comprend celui de son ami Giulio Versorese et ceux des sieurs Puliti et Baldini,. Il expose de nombreuses autres fois à la société, comme en 1890, où il expose le ramoneur, en 1891, en 1892, en 1894, en 1897, en 1898, en 1901 et en 1902, où il expose homme lisant et Impression.

## Œuvres
Liste non-exhaustive de ses œuvres :
- Bucato in fattoria, huile sur toile, Italie, vendue en 2010 à un collectionneur privé[4].